# Silmsi soo
Silmsi soo este o arie protejată (arie specială de conservare — SAC, sit de importanță comunitară — SCI) din Estonia întinsă pe o suprafață de 146,4 ha, integral pe uscat.

## Localizare
Centrul sitului Silmsi soo este situat la coordonatele 58°52′27″N 25°55′59″E / 58.8742°N 25.933°E.

## Înființare
Situl Silmsi soo a fost declarat sit de importanță comunitară în aprilie 2004 pentru a proteja 1 specie de plante. Situl a fost protejat și ca arie specială de conservare în iulie 2005.

## Biodiversitate
Situată în ecoregiunea boreală, aria protejată conține 2 habitate naturale: Mlaștini alcaline, Taiga vestică.
La baza desemnării sitului se află o specie protejată de  plante: Saussurea alpina subsp. esthonica
Pe lângă speciile protejate, pe teritoriul sitului au mai fost identificate 1 specie de plante.